# Campo Alegre de Lourdes
Campo Alegre de Lourdes là một đô thị thuộc bang Bahia, Brasil. Đô thị này có diện tích 2753,919 km², dân số năm 2007 là 26980 người, mật độ 9,8 người/km².